# Budy Żelazne
Budy Żelazne – wieś w Polsce położona w województwie podlaskim, w powiecie kolneńskim, w gminie Mały Płock.
Wierni kościoła rzymskokatolickiego należą do parafii Znalezienia Krzyża Świętego w Małym Płocku.

## Historia
W latach 1921–1939 wieś leżała w województwie białostockim, w powiecie kolneńskim (od 1932 w powiecie ostrołęckim), w gminie Mały Płock.
Według Powszechnego Spisu Ludności z 1921 roku miejscowość liczyła 114 mieszkańców (56 kobiet i 58 mężczyzn) i znajdowało się w niej 18 zamieszkałych budynków. Wszystkie osoby deklarowały narodowość polską i przynależność do wyznania rzymskokatolickiego.